# Liveleak
LiveLeak var en webbplats där användare kunde ladda upp och dela med sig av videoklipp med andra. Webbplatsen grundades den 31 oktober 2006 av några representanter från chocksajten Ogrish.com. Syftet var att ta verklighetstrogen film, politik, krig och andra världshändelser för att kombinera dem med medborgarjournalistik. Sidan beräknades vara, under juli 2014, den 642:a mest populära webbplatsen i världen. Sajten stängdes ned permanent 5 maj 2021.

## Kontroverser
Sajten har orsakat flera kontroverser som främst beror på dess grafiska och politiska innehåll. Den fick uppmärksamhet under 2007 efter att en otillåten film hade läckt ut som visar avrättningen av Saddam Hussein samt blev omtalad av Vita husets pressekreterare Tony Snow och den dåvarande brittiska premiärministern Tony Blair.
Den 30 juli 2008 sände BBC programmet Panorama som visade hur unga människor blev fysiskt överfallna och slagna medvetslösa. När programmet ifrågasatte de extremt våldsamma videoklippen som hade blivit uppladdade på LiveLeak, så svarade en av grundarna Hayden Hewitt: "Se vad som händer, det är verklighet, det sker just nu och vi vill visa det". Därför vägrade Hayden att ta ner sådana videoklipp. LiveLeak framhävde också att det fanns relativt få sådana videoklipp på deras sajt och skulle det visa sig att uppladdaren på något sätt varit delaktig i ett uppladdat våldsamt videoklipp, så skulle det bara hjälpa polisen med eventuella åtal.
LiveLeak var återigen i rampljuset under mars 2008, då en film publicerades med titeln Fitna gjord av den nederländska politikern Geert Wilders. Filmen ger en kritisk syn på islam och Koranen. LiveLeak är strikt med att vara opartiskt gentemot sina medlemmar och deras innehåll och tron på yttrandefriheten, oavsett hur ett visst innehåll skulle kunna vara kränkande för andra människor. Fitna togs ner efter att hot hade gjorts mot personalen på LiveLeak, men laddades åter upp då säkerheten hade förbättrats. Den 1 april togs videon ner igen, men denna gång av användaren som hade laddat upp den. Anledningen var tvister kring upphovsrätten och att en ny version skulle laddas upp "snart".
En video på halshuggningen av den amerikanska journalisten James Foley lades upp på YouTube av islamistiska soldater. När videon togs bort på YouTube så ledde det till stor efterfrågan på LiveLeak-versionen enligt U.S. News & World Report. Som svar på denna video bestämde sig ledningen på LiveLeak för att de inte skulle tillåta några ytterligare halshuggningar genomförda av IS på deras webbplats. Däremot är efterscener av alla slags halshuggningar tillåtna.

## Funktioner
"YourSay" var en sektion på webbplatsen där användarna kunde ladda upp sina filmer i en vloggmiljö. Till skillnad från YouTube så var vloggarna på LiveLeak mer kända för politisk debatt. 
LiveLeak hade flera kategorier, t.ex. Syrien och Ukraina, där grafiskt innehåll om olika konflikter från dessa områden kan ses.

## Samarbete
Den 24 mars 2014 tillkännagav LiveLeak och Ruptly att de har ett samarbete. Efter sitens nedstängning den 5 maj 2021 hänvisas besökarna automatiskt vidare till https://www.itemfix.com där även en förklarande text berättar om anledningen till nedstängningen. https://www.itemfix.com/ll